# Mahbubnagar (dystrykt)

Dystrykt Mahbubnagar w stanie Telangana

Mahbubnagar – jeden z dziesięciu dystryktów indyjskiego stanu Telangana, o powierzchni 18 400 km². Populacja tego dystryktu wynosi 3 509 182 osób (2004). Stolicą jest miasto Mahbubnagar.
Do 2 czerwca 2014 r. dystrykt wchodził w skład stanu Andhra Pradesh.

## Położenie
Mahbubnagar jest najdalej na południowy zachód wysuniętym dystryktem stanu Telangana. Na zachodzie graniczy ze stanem Karnataka, od północy z dystryktem Rangareddi, od wschodu z dystryktem Nalgonda. Na południu i wschodzie sąsiaduje z dystryktami Karnulu i Prakasam stanu Andhra Pradesh.